# Міщанське братство (Тернопіль)

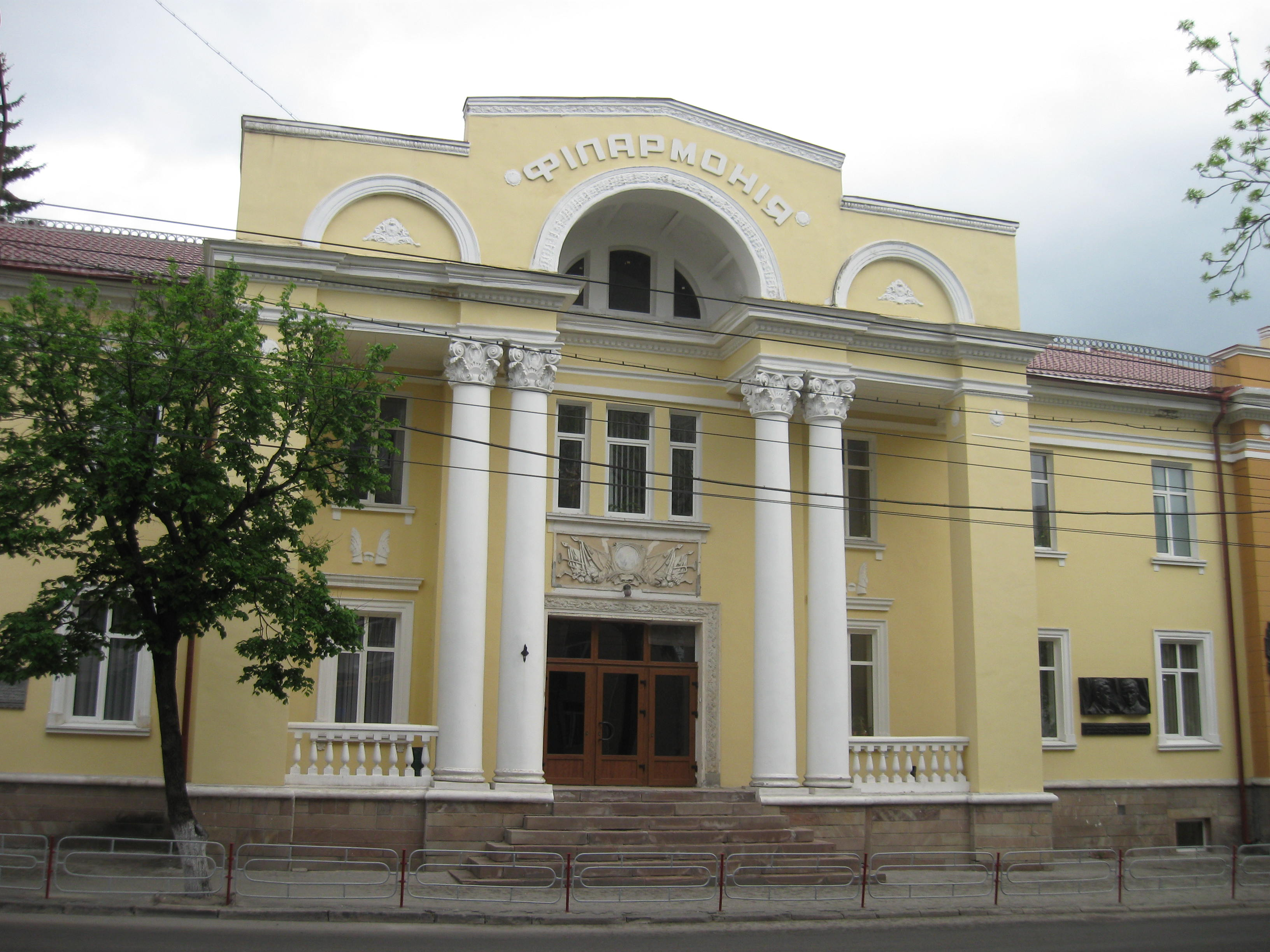
Сучасний вигляд будинку Міщанського братства

Міщанське братство — товариство, яке на початку ХХ століття відігравало основну роль у культурно-просвітницькому житті Тернополя. Засноване у 1890 році.

## Історія
Братство сформувалось з учасників чоловічого міщанського хору та драматичного гуртка. Навесні 1903 року міщани розпочали будівництво будинку братства і приблизно за півроку їх завершили. Восени 1903 року у Тернополі урочисто освятили оселю «Міщанського братства» (тепер будинок обласної філармонії).
На початку 1900-х років на сцені будинку братства виступали Микола Чайківський, Іван Франко та Богдан Лепкий, актор і режисер Лесь Курбас організовував у будинку «Тернопільські театральні вечори». Також тут грала ролі акторка Марія Заньковецька, співала Соломія Крушельницька.
Окремо міщани зайнялися створенням громадської бібліотеки. Громада виписувала газети і журнали, які можна було прочитати у тій же бібліотеці, і статті, в яких обговорювали цілими гуртами.
Із приходом російських військ у Тернопіль у 1914 році братство розпустили. У будинку розміщувалися військові.
Після війни у міщани відновили будинок, але братство почало функціонувати лише із 1930 року. Тут знову відбувалися регулярні сходини міщан, дебати, театральні вистави, вечорниці, гаївки та інше.
У вересні 1939 року з приходом Червоної Армії братство було заборонено. Більшості членів були репресовані.
Під час Другої Світової У приміщенні братства діяв мобілізаційний пункт. Сама будівля тоді зазнала тяжких збитків: знищені меблі, крісла, розгромлена бібліотека.
Під час німецької окупації у приміщенні Братства дозволили функціонувати спортивним товариствам «Сокіл», «Поділля» та ін.
У 1993 році товариство відновило діяльність, має статус громадської організації.

## Голови братства
3 1891 р. — Андрій Сатурський
1895-1921 — Володимир Громницький
1881-1942 — професор Ілярій Брикович 
1883-1948 — Степан Брикович, будівничий Андрій Фалендиш

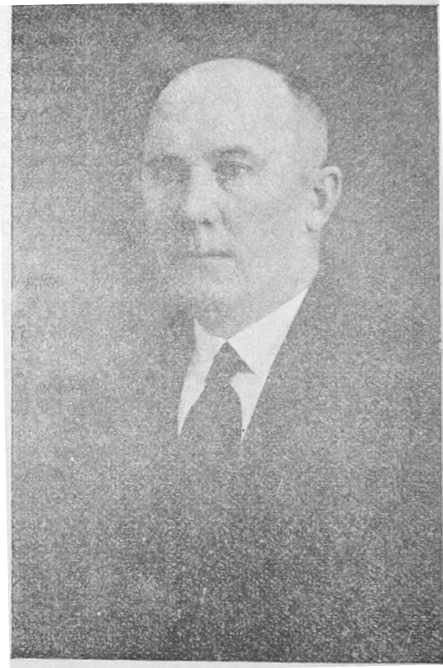
Будівничий Андрій Фалендиш
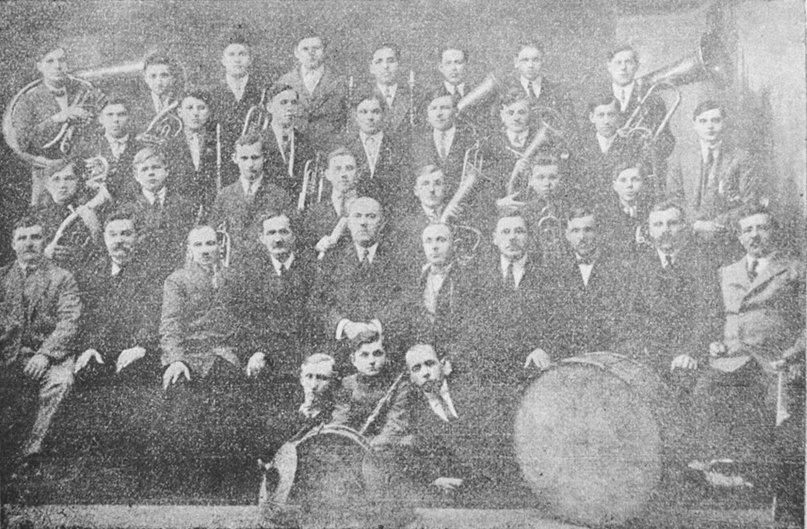
Оркестр Товариства
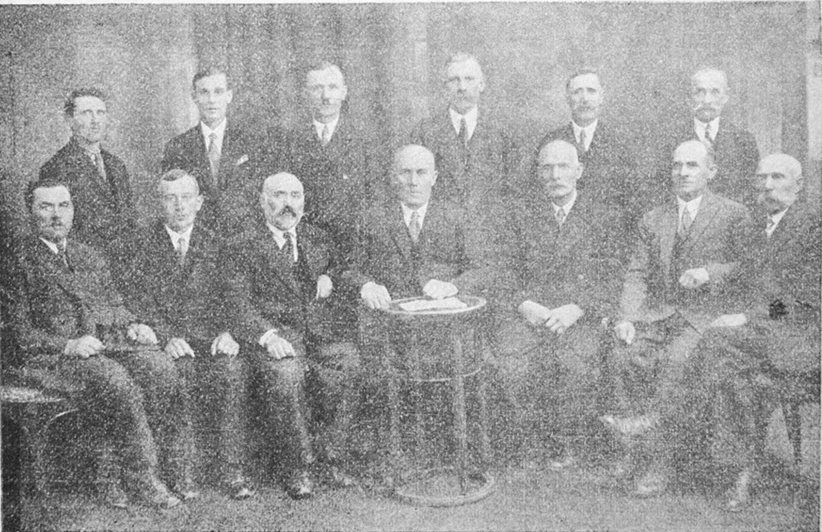
Члени Товариства, 1930-і рр.
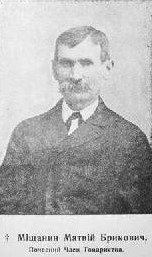
Матвій Брикович
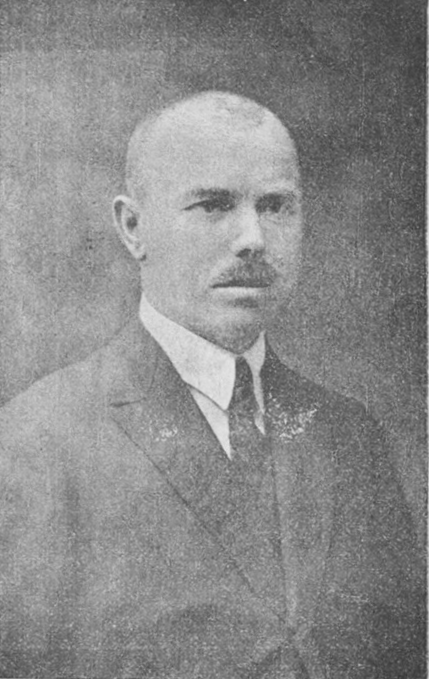
Проф. Іляріон Брикович